# معتمدية الفوار
الفوار معتمدية تونسية تابعة لولاية قبلي.
في عام 2004، كان عدد سكانها 16 296 نسمة، منهم 8 228 رجلاً و 8 068 امرأة، موزعين على 2 687 أسرة و 3 528 مسكناً.